# Salário, Preço e Lucro
Salário, Preço e Lucro (em alemão:  "Lohn, Preis und Profit")) é a transcrição de uma série de palestras em inglês proferidas à Primeira Associação Internacional de Trabalhadores em 20 e 27 de junho de 1865 por Karl Marx. O texto foi escrito entre o final de maio e 27 de junho de 1865, enquanto O Capital, Volume I, estava em preparação e um ano antes de ser publicado. "Salário, preço e lucro" foi publicado como um livro em 1898 pela filha de Marx, Eleanor Marx Aveling.  
Marx buscou refutar a base teórica da política econômica do socialista ricardiano John Weston. Weston disse que "(1) que um aumento geral na taxa de salários seria inútil para os trabalhadores; (2) que, portanto, etc., os sindicatos têm um efeito prejudicial".  No processo de criticar Weston, Marx explica as suas teorias, como a Teoria da mais-valia e da Lei da tendência à queda da taxa de lucro. 

## Sinopse
Marx argumenta que, porque existem leis econômicas que governam o valor das mercadorias representadas pela relação social de salários e preços, os capitalistas não podem aumentar ou diminuir os salários apenas por sua vontade, nem podem aumentar os preços à vontade para compensar os lucros perdidos, em decorrência do aumento dos salários. No centro do argumento está a teoria do valor-trabalho e a premissa relacionada de que o lucro representa a mais-valia criada pelo trabalho trabalhando acima e além da quantidade necessária, conforme representado pelos salários e o poder de compra dos salários,  o preço das mercadorias e particularmente das necessidades dos trabalhadores. m outras palavras, o lucro é o que sobra depois de pagar ao trabalhador um salário que representa uma certa parcela do trabalho realizado, sendo o restante efetivamente não pago e reservado ao capitalista. 
Como esse arranjo depende, em última instância, das condições sociais de trabalho e de produção, apesar da existência de leis aparentemente naturais que regem o valor das mercadorias, dentro desses limites os trabalhadores podem se organizar em torno de exigir uma remuneração mais alta à custa dos lucros do capitalista, não às suas próprias custas, como argumenta Weston, que afirma que os capitalistas simplesmente aumentarão os preços para vender a mesma quantidade de produtos a uma taxa que pagará pela mesma quantidade de trabalho, efetivamente cancelando quaisquer ganhos salariais ganhos pelos trabalhadores por meio de atividades sindicais. 
Marx argumenta que o lucro é obtido não pela venda de mercadorias acima de seu valor, caso em que os capitalistas poderiam aumentar os preços à vontade, mas que as mercadorias vendidas pelo seu valor natural ou próximo ao seu valor natural produzem lucro porque os trabalhadores são pagos apenas pela parte de seu trabalho que paga por ele. sua própria força de trabalho, ou seja, aquele trabalho que gera valor suficiente para pagar aos trabalhadores seus salários. A este respeito, Marx distingue o valor como o preço natural de uma mercadoria através da força de trabalho nela investida, que constitui um limite superior para os salários, e a taxa de lucro como a razão entre a mais-valia deixada ao capitalista após o pagamento do salário, e o próprio salário, excluindo assim os investimentos em capital anteriores à produção. 
Essa razão, a diferença entre o valor criado pelo "trabalhador empregado" e o salário pago a esse trabalhador, que constitui o uso de Marx da palavra "exploração". 
Marx conclui que, como o valor é determinado pelo trabalho, e como o lucro é a mais-valia apropriada remanescente após o pagamento dos salários, o lucro máximo é estabelecido pelo salário mínimo necessário para sustentar o trabalho, mas, por sua vez, é ajustado pelas forças produtivas globais do trabalho:  usando determinadas ferramentas e máquinas, a duração da jornada de trabalho, a intensidade do trabalho exigido e os preços flutuantes de mercadorias como metais e alimentos que determinam quanto um trabalhador pode comprar com salários expressos em dinheiro. Sendo todos esses fatores produto de um determinado arranjo social, no caso o próprio sistema de trabalho assalariado, o trabalhador fica à mercê das mercadorias e dos ciclos do capitalismo, mas não ao capricho dos capitalistas que pagam seus salários, que reduzirá os salários. 
Assim, insistir que os trabalhadores podem não apenas exercer pressão para aumentar seus salários como um reflexo do valor de seu trabalho como mercadoria, mas devem de fato se organizar para fazê-lo para que as pressões inerentes ao capitalismo não os reduzam a “um nível de massa de miseráveis". Marx, no entanto, declara que o sindicalismo é uma força conservadora, desde que se restrinja a uma preservação defensiva do que só pode equivaler a salários historicamente médios, sem tentar abolir o próprio sistema de trabalho assalariado. 